# Professorens Distraktion
Professorens Distraktion er en dansk stum komediefilm fra 1910 produceret af Nordisk Films Kompagni. Filmens instruktør er ukendt. 
Filmen blev i tysktalende lande distribueret som Ein zerstreuter Professor og i engelsktalende lande som The Absent Minded Professor.

## Handling
En distræt professor er inviteret til middag hos en ven. Han har dog svært ved at løsrive sig fra sine elskede bøger, og på vejen over til vennens hus forsøger professoren at løse sit problem ved at skrive formler på plankeværker, døre osv. til beboernes store irritation. Da han når sit mål, lader han gæsterne vente mens han fortsætter sine tanker i husets hall, og da han endelig kommer ind i spisestuen eter at have taget overtøjet af på distræt facon, venter der ham en ganske "varm" velkomst.

## Medvirkende
- Victor Fabian
- Petrine Sonne
- Ingeborg Rasmussen
- Paul Welander